# Velanne
Velanne är en kommun i departementet Isère i regionen Auvergne-Rhône-Alpes i sydöstra Frankrike. Kommunen ligger i kantonen Saint-Geoire-en-Valdaine som tillhör arrondissementet La Tour-du-Pin. År 2022 hade Velanne 568 invånare.

## Befolkningsutveckling
Antalet invånare i kommunen Velanne
Referens:INSEE